# Joan Tincres
Joan Tincres, né le 17 juin 2006 à Mantes-la-Jolie (France), est un footballeur français jouant au poste d'avant-centre à l'AS Monaco.

## Biographie

### En club
Natif de la cité du Val Fourré à Mantes-la-Jolie, Joan Tincres commence sa formation au FC Mantois en 2012 et intègre l'INF Clairefontaine par concours en 2019,,. En juillet 2021, il est transféré du centre de formation du FC Mantois vers celui de l'AS Monaco. Le 29 août 2021, pour son premier match de championnat de France des moins de 17 ans, il inscrit un triplé sous ses nouvelles couleurs, face au Gazélec Ajaccio, contribuant ainsi largement à la victoire (5-1) de son équipe.  

### En sélection
Le 16 août 2021, il est convoqué par le sélectionneur de l'équipe de France des moins de 16 ans, Jean-Luc Vannuchi, pour participer à un stage national de présaison, du 23  au 26 août au Centre national du football de Clairefontaine. 
Le 2 mai 2023, son nom apparaît dans la liste des joueurs retenus par Jean-Luc Vannuchi pour aller disputer la phase finale de l'Euro des moins de 17 ans qui se déroule en Hongrie,. Le 17 mai, lors du premier match de la compétition, face à l'Écosse (victoire 1-3), il obtient un penalty à la 90e minute mais échoue à le convertir dans les arrêts de jeu. Titulaire lors des matchs de poule suivants face à l'Allemagne (défaite 1-3) et au Portugal (1-1), il ne trouve toujours pas le chemin des filets et doit donc se contenter d'un rôle de remplaçant pour la phase à élimination directe. Le 2 juin, lors de la finale face à l'Allemagne, il réussit cette fois à convertir son penalty au cours de la séance de tirs au but mais cela ne suffit pas à empêcher la défaite des siens (0-0, 5-4 t.a.b).

## Statistiques
| Saison                | Club                  | Championnat           | Championnat | Championnat | Championnat | Coupe(s) nationale(s) | Coupe(s) nationale(s) | Coupe(s) nationale(s) | Compétition(s) continentale(s) | Compétition(s) continentale(s) | Compétition(s) continentale(s) | Compétition(s) continentale(s) | Total | Total | Total |
| Saison                | Club                  | Division              | M.          | B.          | P.d.        | M.                    | B.                    | P.d.                  | Comp.                          | M.                             | B.                             | P.d.                           | M.    | B.    | P.d.  |
| 2024-2025             | Amiens SC             | Ligue 2               | -           | -           | -           | -                     | -                     | -                     | -                              | -                              | -                              | -                              | 0     | 0     | 0     |
| Total sur la carrière | Total sur la carrière | Total sur la carrière | -           | -           | -           | -                     | -                     | -                     | -                              | -                              | -                              | -                              | 0     | 0     | 0     |

## Palmarès

### En club
| AS Monaco - Coupe Gambardella - Vainqueur en 2023 |